# Brevoort Island
Brevoort Island ist eine unbewohnte Insel in der Qikiqtaaluk-Region des kanadischen Territoriums Nunavut.
Mit einer Fläche von 271 km² ist sie die größte der Lemieux Islands, die der Ostküste der Baffininsel zwischen Kap Murchison im Südosten und Kap Edwards im Nordwesten vorgelagert sind. Das langgestreckte Brevoort Island ist nur 5 bis 7 km breit, in Nord-Süd-Richtung aber 46 km lang. Von der Beekmanhalbinsel der Baffininsel ist die Insel durch den Robinson Sound und den Anderson Channel getrennt. Der geringste Abstand beträgt etwa 1200 m. Die Küsten sind meist steil. Das Innere der Insel ist geprägt von einem Hügelland in 250 bis wenig über 400 m Höhe.
Im Süden, nur wenige Kilometer von Kap Murchison entfernt, besitzt die Insel den natürlichen Hafen Brevoort Harbour. Auf einem Hügel in dessen Nähe gab es seit den 1950er Jahren eine Station des militärischen Frühwarnsystems der Distant Early Warning Line, jetzt des North Warning Systems.
In den flachen Gewässern westlich von Brevoort Island sind häufig Bartrobben anzutreffen. Auch Walrosse leben ganzjährig an der Westküste der Insel. Inuit besuchen Brevoort Island für die Jagd auf Karibus und Eisbären.
Die Insel ist nach dem US-amerikanischen Historiker James Carson Brevoort (1818–1887) benannt.